# Giacomo Mellerio
Giacomo Mellerio (Domodossola, 9 gennaio 1777 – Milano, 10 dicembre 1847) è stato un politico e filantropo italiano.

## Biografia
Figlio di Carlo Giuseppe, capo dell'ufficio del registro di Domodossola, e di Rosa Sbaraglini, la famiglia era agiata e distinta per cariche, sia lo zio Giovanni Battista (1725-1809) sia i cugini Giacomo e Carlo erano consiglieri del Regno Lombardo-Veneto.
Rimasto orfano a nove anni si trasferì a Milano dallo zio, qui iniziò gli studi che completò a Siena presso il collegio Tolomei retto all'epoca dai padri scolopi laureandosi in lettere e filosofia. Viaggiò per alcuni anni per l'Europa e nel 1803 sposò Elisabetta Castelbarco, dalla quale ebbe 5 figli una sola dei quali raggiunse l'età adulta. In questo periodo assunse a Milano i primi incarichi amministrativi, nel 1806 divenne amministratore municipale, nel 1807 membro del consiglio del Dipartimento d'Olona e del magistrato centrale di sanità. 
Il 22 dicembre 1809 alla morte dello zio ne divenne erede universale. L'anno successivo morì la moglie, lo stesso anno divenne membro della Congregazione di carità di Milano, allo scioglimento di questa, avvenuto nel 1825 entrò a far parte della direzione dei Luoghi Pii Elemosinieri, carica che mantenne fino alla morte.
Il 21 aprile del 1814, dopo la caduta del Regno d'Italia venne inviato a Vienna dal Consiglio di Milano come membro della reggenza provvisoria di Milano per prendere parte alle trattative sulle sorti politiche della Lombardia e del patriziato lombardo. Ottenne in seguito la dignità comitale e venne nominato Gran Cancelliere del Regno Lombardo Veneto. Nel 1819 si ritirò dalla vita politica dedicandosi completamente ad opere di filantropia.
Acquistò a Domodossola l'ex convento delle Orsoline fondandovi le scuole primarie femminili, finanziò il restauro delle opere del Sacro Monte Calvario di Domodossola, il suo patrimonio immobiliare di Malesco venne ceduto al comune e nel 1816 fece edificare il ginnasio di Domodossola.
Nel 1826 conobbe Antonio Rosmini col quale intrattenne un rapporto epistolare fittissimo incoraggiando l'idea di fondare a Domodossola un istituto della Carità affidato ai padri rosminiani.
Alla sua morte dispose lasciti per un importo complessivo di oltre due milioni di lire a diversi enti caritativi e di assistenza sia di Milano sia della nativa Domodossola tra i quali l'Ospedale Maggiore, il Duomo di Milano e i Luoghi Pii Elemosinieri.